# 中環站
中環站（英語：Central Station）是一個位於香港香港島中西區中環遮打道、畢打街與德輔道中，屬於港鐵荃灣綫與港島綫的鐵路轉乘站，同時也是荃灣綫南行的終點站，車站於1980年2月12日啟用。中環站設有位於付費區內的行人隧道分別連接鄰近商業區及香港站，供乘客轉乘東涌綫或機場快綫，而該隧道位於環球大廈、干諾道中及交易廣場地底。

## 車站構造
中環站設有5層，地面為出入口；大堂及商店主要設於車站的L1、L2層，同時3號月台（港島綫往柴灣）亦設於L2層，是少數月台與大堂設於同一層的港鐵車站之一；而L3層則為荃灣綫1、2號月台；而L4層則為4號月台（港島綫往堅尼地城）。
另外，在L2層的遮打道大堂與J出口之間設有閣樓層，港鐵公司亦在該層設置「藝術管道」以展示藝術品。而在L2層亦設有行人隧道連接香港站。
| 免費Wi-Fi熱點、「iCentre」免費上網服務 |  |                      |   |  |
| 側式 · 開左邊车门                      |  |                      |   |  |
|                                        |  | 港島綫往柴灣（金鐘） | 3 |  |

|                                |  | 荃灣綫往荃灣（金鐘） | 1 |  |
| 島式 · ↑開左邊车门 ↓開右邊车门 |  |                      |   |  |
|                                |  | 荃灣綫往荃灣（金鐘） | 2 |  |

| 側式 · 開右邊车门 |   |                          |  |  |
|                   | 4 | 港島綫往堅尼地城（上環） |  |  |

### 大堂
中環站共設有兩個大堂－遮打道大堂與畢打街大堂，而車站亦是全香港首個設有雙層大堂的車站。在中環站開放初期，遮打道大堂的上層大堂與下層大堂並沒有非付費區連接，乘客需要經過付費區方可往返上下兩層大堂。
遮打道大堂位於遮打道地底，在前地鐵修正早期系統啟用時已興建；而畢打街大堂則位於畢打街地底，並與港島綫同期興建。兩個大堂均設有兩層，兩層並設有通道相互連接。其後畢打街大堂部分範圍亦為配合興建與機場鐵路香港站的連接通道而曾進行翻新及擴建工程，由於翻新後的大堂與香港站的設計相若，皆以白色的搪瓷板作為牆身，而非類似港島綫月台以紅色的馬賽磚作為主要牆壁，故亦容易讓乘客將兩站混淆。
直至2001年車站翻新後，前地鐵公司將通往3號月台至遮打道上層大堂的樓梯重新劃分為非付費區通道，方便付費區外的乘客利用該通道往返遮打道兩層大堂的非付費區。此外，前地鐵公司亦在2002年逐漸增設中環站車站商店，以增加前地鐵公司的非車務收入及方便乘客購物，當中包括不設座位的小型飲食區。
現時，中環站內提供不同類型的商店、自助服務設施及香港郵政郵箱等。
而在互聯網服務上，現時中環站大堂及月台均設有免費由電訊盈科提供的Wi-Fi熱點，同時港鐵亦於3號月台設有「iCentre」免費上網服務設施；另外，港鐵於畢打街大堂L1層非付費區及L2層往返香港站的付費區行人通道內各設有1部「會員服務站」。
- L1層遮打道大堂（2024年6月）
- L2層遮打道大堂，近K出口（2024年6月）
- L2層遮打道大堂，付費區內（2024年6月）
- L1層畢打街大堂（2024年6月）
- L2層畢打街大堂（2024年6月）
- 連接香港站的付費區行人隧道（2024年6月）

### 月台
中環站設有四個月台，所有月台均已裝設月台幕門。其中荃灣綫1、2號月台採用一座島式月台排列，月台興建在遮打道的地底，並不設落客專用月台及調頭隧道，列車到站後會同時在該月台進行上落客及調頭，乘客可按指示於1／2號月台乘搭最快離開車站的荃灣綫列車；至於港島綫3號月台（往柴灣）及4號月台（往堅尼地城）則採用兩層的側疊式月台排列，該兩個月台從上下將荃灣綫月台夾在中間，兩個側式月台設在路軌北側，3號月台在上；4號月台在下，另外3、4號月台兩端皆採用與其他港島綫分離式車站月台的半拱形搪瓷板牆壁設計以及設有車站書法字。
- 荃灣綫1、2號月台（2024年6月）
- 港島綫3號月台（2024年6月）
- 港島綫4號月台（2024年6月）

### 出入口
中環站設有14個出入口，而部分出入口亦直通建築物及購物中心的地庫。
|                                                                   |                  | |      |
|                                                                   |                  | |      |
| 編號                                                              | 指示             | 建議前往的目的地 | 圖片 |
| L1層畢打街大堂                                                    |                  | |      |
| 出口 · A · 升降机标志 · 扶手电梯标志                              | 干諾道中         | 干諾道中、香港四季酒店、中國農業銀行大廈、巴士總站、中環碼頭／香港海事博物館、中環碼頭海濱長廊、中環海濱活動空間、歐陸貿易中心、交易廣場、郵政總局、中小企業服務站、海港政府大樓、國際金融中心商場、國際金融中心（一、二期）、怡和大廈、盈置大廈、華商會所大廈、香港中華總商會、水上的士 |      |
| 出口 · B · 扶手电梯标志                                           | 環球大廈         | 環球大廈、中南行、招商永隆銀行大廈、恒生銀行總行、華人銀行大廈、協成行中心、永安集團大廈、紐約行 |      |
| 出口 · C                                                          | 利源東／西街     | 中環街市、創興銀行中心、德輔道中、工業總會簽證處、利東大廈、利源東/西街、萬宜大廈、中區捐血站、德成大廈、華懋中心一、二期 |      |
| 出口 · D · 1                                                      | 畢打街           | 藝穗會、10 Wellington、28 Stanley - TEC、華人行、煤氣路燈、香港動植物公園、LKF29、迷你中環、奧華酒店中環、畢打行、畢打街、香港莎瑪中環服務式公寓、香港莎瑪荷李活服務式公寓、大館、中環中心、瑞堯閣、威靈頓廣場／M88、會德豐大廈、關心你的心                                              |      |
| 出口 · D · 2                                                      | 畢打街           | 皇后大道中100號、雲咸街33號、8 Lyndhurst Terrace、晉逸蘭桂芳精品酒店 中環、晉逸精品酒店中環、世紀廣場、卡佛大廈、德己立街、娛樂行、H Code、H Queen's、蘭桂坊、陸海通大廈、豐盛創建大廈、SoHo荷南美食區、皇后大道中、中央廣場、中環石板街酒店、Wyndham Social、環貿中心、尚至醫療大樓     |      |
| L1層遮打道大堂                                                    |                  | |      |
| 出口 · E                                                          | 遮打大廈         | 遮打大廈、遮打道、怡和大廈 |      |
| 出口 · F                                                          | 聖佐治大廈       | 雪廠街、香港文華東方酒店、聖佐治大廈 |      |
| 出口 · G                                                          | 置地廣場         | 香港置地文華東方酒店、置地廣場、東亞銀行大廈、中建大廈、中匯大廈、告羅士打大廈、律政中心西座、上海商業銀行大廈、香港外國記者會 |      |
| 出口 · G                                                          | 置地廣場         | 香港置地文華東方酒店、置地廣場、東亞銀行大廈、中建大廈、中匯大廈、告羅士打大廈、律政中心西座、上海商業銀行大廈、香港外國記者會 |      |
| 出口 · H · 轮椅升降台标志                                         | 歷山大廈         | 歷山大廈 |      |
| L2層遮打道大堂                                                    |                  | |      |
| 出口 · J · 1                                                      | 遮打花園         | 終審法院、昃臣道 |      |
| 出口 · J · 2                                                      | 遮打花園         | 遮打花園、中銀大廈、遮打道、會所街、茶具文物館、花園道、香港公園、花園道三號、花旗銀行廣場、美利道、香港美利酒店、山頂纜車總站、WWF中環訪客中心、長江集團中心、聖約翰座堂、The Henderson                                                                                                 |      |
| 出口 · J · 3                                                      | 遮打花園         | 友邦金融中心、藝術管道、美國銀行中心、和平紀念碑、遮打道、香港中文大學專業進修學院、長江集團中心二期、香港會所大廈 |      |
| 出口 · K · 扶手电梯标志                                           | 皇后像廣場       | 皇后像廣場、展城館、中國人民解放軍駐香港部隊大廈、終審法院、愛丁堡廣場、香港禮賓府、香港大會堂、滙豐總行大廈、律政中心中座及東座、太子大廈、渣打銀行大廈、香港美利酒店 |      |
| 出口 · L · 盲道标志 · 同层                                        | 中國建設銀行大廈 | 中國建設銀行大廈、東昌大廈、投資推廣署、香港管理專業協會 |      |
| 註： 設有 \| 設有 \| 設有輪椅升降台 \| 設於同一層 \| 設有扶手電梯 |                  | |      |

- 中環站出入口眾多（2009年5月）
- J出口通道設置商店空間，唯多年來一直處於空置狀態，近年改為展示藝術品（2015年3月）

### 車站藝術
中環站設有一組車站藝術品，位於車站4號月台（港島綫往堅尼地城）。
| 中環站藝術品概覽 | 中環站藝術品概覽 | 中環站藝術品概覽 | 中環站藝術品概覽 | 中環站藝術品概覽 |
| 圖片             | 藝術品           | 藝術家           | 位置             | 完成日期         |
| ---------------- | ---------------- | ---------------- | ---------------- | ---------------- |
|                  | 《山高水長》     | 張雅燕（香港）   | 車站4號月台      | 2003年11月       |

## 利用狀況
中環站位於中環，並是香港首要的商業中心區及各重要機關所在，周邊設有多個地標性建築物、辦公大樓、政府部門、酒店、文娛設施、公共空間以及消遣地帶等，再加上本身亦是荃灣綫、港島綫及香港站的東涌綫及機場快綫的重要轉車站，附近同樣設有各種交通工具以供接駁，因此車站非常繁忙，而在平日下午繁忙時間車站往荃灣綫月台的扶手電梯更經常出現擠迫情況。
另外，亦有部分乘搭荃灣綫前往九龍／新界區的港島區乘客會為了避開金鐘站的擠迫人潮而選擇前往中環站轉乘荃灣綫。例如：部分的乘客會選擇在金鐘站4號月台（荃灣綫往中環方向）上車，在到達中環站後並不下車；反之在荃灣綫列車抵達了金鐘站時選擇不下車，並直接到中環站轉乘港島綫。
由於鄰近中環站的住宅物業並不多，加上連接中環站及半山區的多條屋苑巴士服務在晚上已停止服務，故車站在晚上的出入站人流會較為偏低，但當蘭桂坊與中環摩天輪舉辦活動時，亦會有不少市民或遊客選擇使用中環站前往。

## 接駁交通
由於中環站處於已發展的商業中心區內，該站並沒有空地設立地面公共運輸交匯處，但在中環站落成初期亦有部分地鐵接駁巴士路線以中環站為終點站或以循環線形式運作，惟其終點站只設於街道旁邊巴士站。直到交易廣場設有大型公共運輸交匯處，不少巴士路線遷往該處作為終點站，而接駁巴士路線只是途經中環街道中途站方便乘客轉乘。隨著港島綫落成，有不少往返中環至香港島東面的接駁巴士路線的人流大幅下降，故有不少巴士路線縮短甚至取消。
此外，由於前地鐵公司在興建機場鐵路時，早已在環球大廈地底興建行人隧道連接香港站，故亦有不少乘客經中環站及香港站轉車，為中環站帶來龐大轉乘人流。

## 歷史

### 早期計劃
根據1967年發表的《香港集體運輸研究》，中環站初期與上環街市站（即現上環站）計劃為港島綫及觀塘綫的轉車站，而荃灣綫則以金鐘站為終點站。當時中環站的計劃位置為租庇利街與畢打街之間的一段德輔道中地底，稍西於現在中環站的位置。

### 早期系統
香港政府委託的顧問公司於1970年發表了另一份《集體運輸計劃總報告書》，當中建議在中環商業區設置兩個車站，分別為位於遮打道地底的遮打站（Chater Station）及位於必打街（現稱畢打街）地底的必打站（Pedder Station）。

### 修正早期系統
中環站由四大聯營公司由四大聯營工程公司（法國濬海及公共建築工程公司、何迪富公司、成德工程公司、金門（香港）有限公司）負責興建，於1980年2月12日因應地鐵修正早期系統由尖沙咀站延伸而啟用，成為修正早期系統的終點站，乘客可直接乘坐列車前往觀塘站約需27.5分鐘。而車站啟用初期只開放1、2號月台、位於遮打道大堂以及畢打街走廊層，而底層設有停車側綫，由遮打道月台延伸至德輔道中，當時車站深約25米，長約380米，並預留了部分結構以便港島綫（第二期）於1983年3月由青木－朝郎－飛島聯營負責興建。
由於修正早期系統當時是包括荃灣綫的中環至旺角的路段，因此荃灣綫於1982年5月10日通車時，中環站便成為荃灣綫的南端終點站。

### 加建C、D及K出口
中環站C、D出口是於1984年建成，原本於畢打街近會德豐大廈對出的行人路設有兩個地面出入口，後來於1984年因應會德豐大廈興建，順道把這兩個出入口搬遷至大廈內；另外K出口是於1985年因應新的香港滙豐總行大廈落成而加建。

### 車站命名
中環站荃灣綫及港島綫部分在通車前後曾分別有多個名稱，包括3個英文名稱：Chater（遮打）、Pedder（必打）及Central（中環）以及4個中文名稱：遮打、必打、中環、中環西，而現時已統一命名為「中環（Central）」。
1967年9月，費爾文霍士顧問工程公司（Freeman, Fox, Wilbur Smith & Associates）發表了一份有關香港在地底集體運輸城市軌道交通系統的研究《香港集體運輸研究》，報告中提及在中環興建一個車站，名為Central。
1970年，顧問公司發表了另一份《集體運輸計劃總報告書》，在報告書中，位於中環遮打道地底的車站名為遮打（Chater），而位於中環必打街（今畢打街）地底的車站名為必打（Pedder）。
而於1979年地鐵修正早期系統通車時，有關首日通車紀念特刊提及到位於遮打道地底的修正早期系統車站（1號及2號月台）名為中環（Chater），而位於畢打街地底的港島綫車站名為中環西（Pedder）。因此，當修正早期系統於1980年2月12日由尖沙咀站伸延至中環站時，有關車站的中文名稱命名為中環，而不是遮打。
而根據1983年香港政府出版的街道圖，畢打街地底的港島綫車站命名為中環（Pedder），因此可以證明車站的中文名稱統一為中環。
1985年5月31日，港島綫金鐘站至柴灣站一段正式投入服務，地鐵也同時為包括中環站的多個車站（包括油麻地站、旺角站及美孚站）更名，中環站的英文名稱由Chater統一為Central取代。而當港島綫在1986年5月23日延伸到上環站時，中環站英文名稱統一為Central。

### 機場鐵路連接通道
為配合1990年代香港機場核心計劃，前地鐵公司在環球大廈及交易廣場建造一條橫跨干諾道中的地下行人通道，以連接中環站及香港站，供乘客從港島綫或荃灣綫轉乘機場快綫或東涌綫。同時，地鐵公司亦翻新及擴建舊原有的畢打街大堂，並加設新閘機及商店。工程於1998年竣工。畢打街大堂完成翻新後與香港站設計近似，改建範圍由搪瓷板取代原有的紙皮石牆身。

### 車站翻新工程
2001年，地鐵公司為改善中環站環境，再度翻新舊有遮打道大堂，以配合畢打街大堂及香港站的一貫設計，部份紙皮石牆壁改以搪瓷板為主。是次翻新除了加設一般商店外，還把咖啡店、快餐店和書店引入至地鐵範圍，以增加地鐵公司的非車務收入及方便乘客在車站購物。
此外，該翻新工程亦將中環站畢打街及遮打道上下層的非收費區大堂連接，乘客再無需穿越地面繁忙的街道或途徑收費區往來兩大堂，整項工程於2002年4月完工。同時又於中環站月台引入6部公眾電腦作為「iCentre」免費上網服務設施方便乘客在車站內瀏覽互聯網的內容，及在J3出口的商店改為作「藝術管道」為藝術家提供一個展覽場地。
2008年1月，港鐵公司再度翻新中環站，包括將大堂及港島綫3號月台沿用多年的地台更換為灰色地台，並且在部分位置更換假天花。

### 西港島綫軌道接駁前期工程
由於港鐵須進行西港島綫之重置軌道走線、信訊系統及架空電纜工程，上環站掉頭路軌暫時無法供列車使用，所以於2011年8月5日晚上11時30分直至同月8日首班車前，港島綫曾以金鐘站為終點站，在此期間，上環站關閉，中環站港島綫月台亦暫停服務，至於荃灣綫來往荃灣站至中環站的列車服務則不受影響，港鐵在工程期間安排了免費接駁巴士接載受影響乘客直接來往金鐘站及上環站之間，中途不停站。

### 加建會所街行人隧道（L出口）

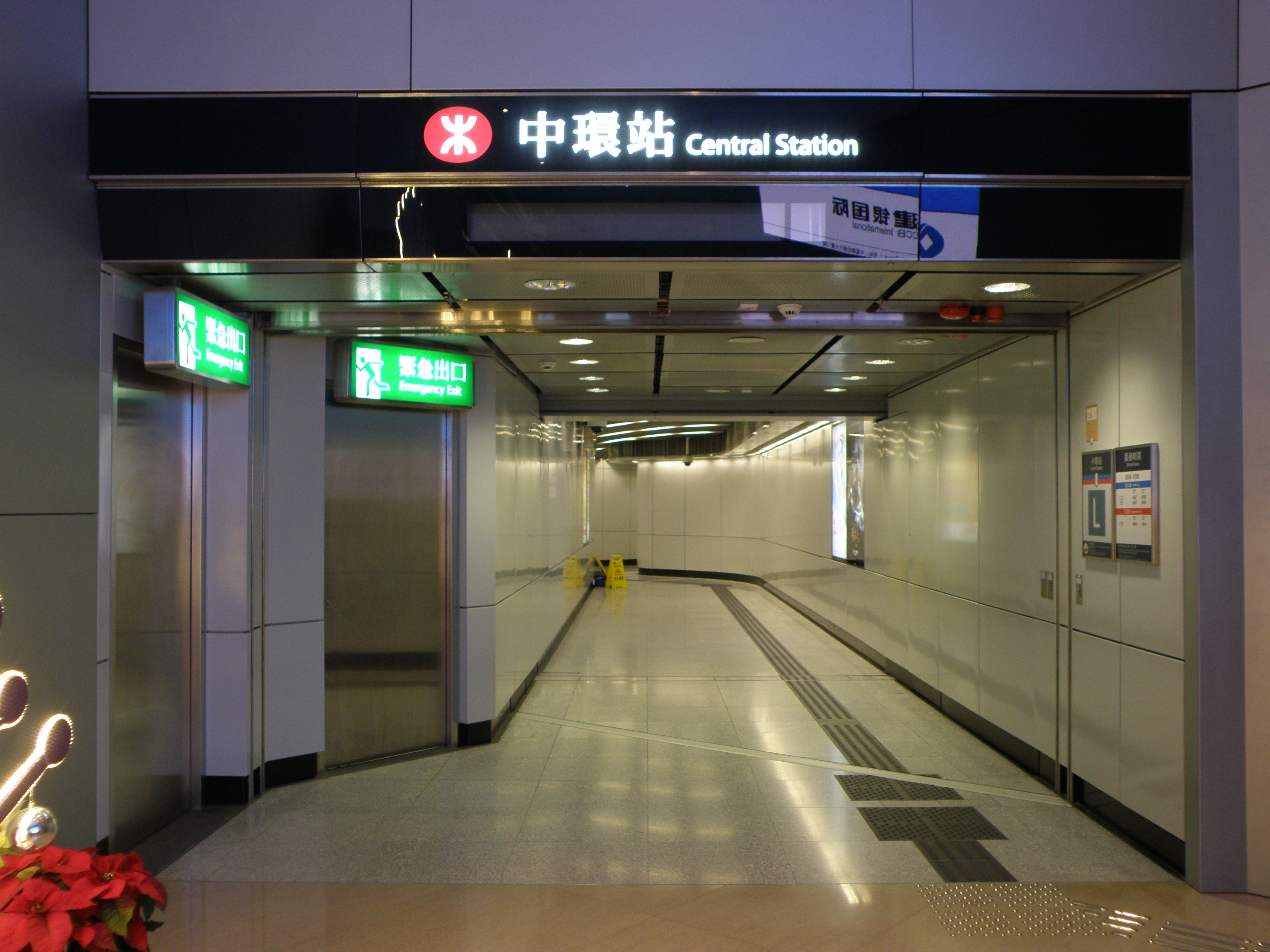
L出口（2014年12月）

港鐵公司於2010年將J3出口旁機房位置加建一條長約18米的行人隧道連接中國建設銀行大廈（前麗嘉酒店），連同原有機房位置新通道長約35米。工程於2010年初展開，並於2013年11月28日啟用。而在2014年雨傘運動期間，L出口曾一度關閉。

### 更換升降機
中環站連接大堂及月台的原有升降機屬舊式油壓型號，港鐵已於2023年7月開始停用該升降機，以更換成較新型號，並於2024年5月重投服務。

## 事故／事件

### 列車相撞事故

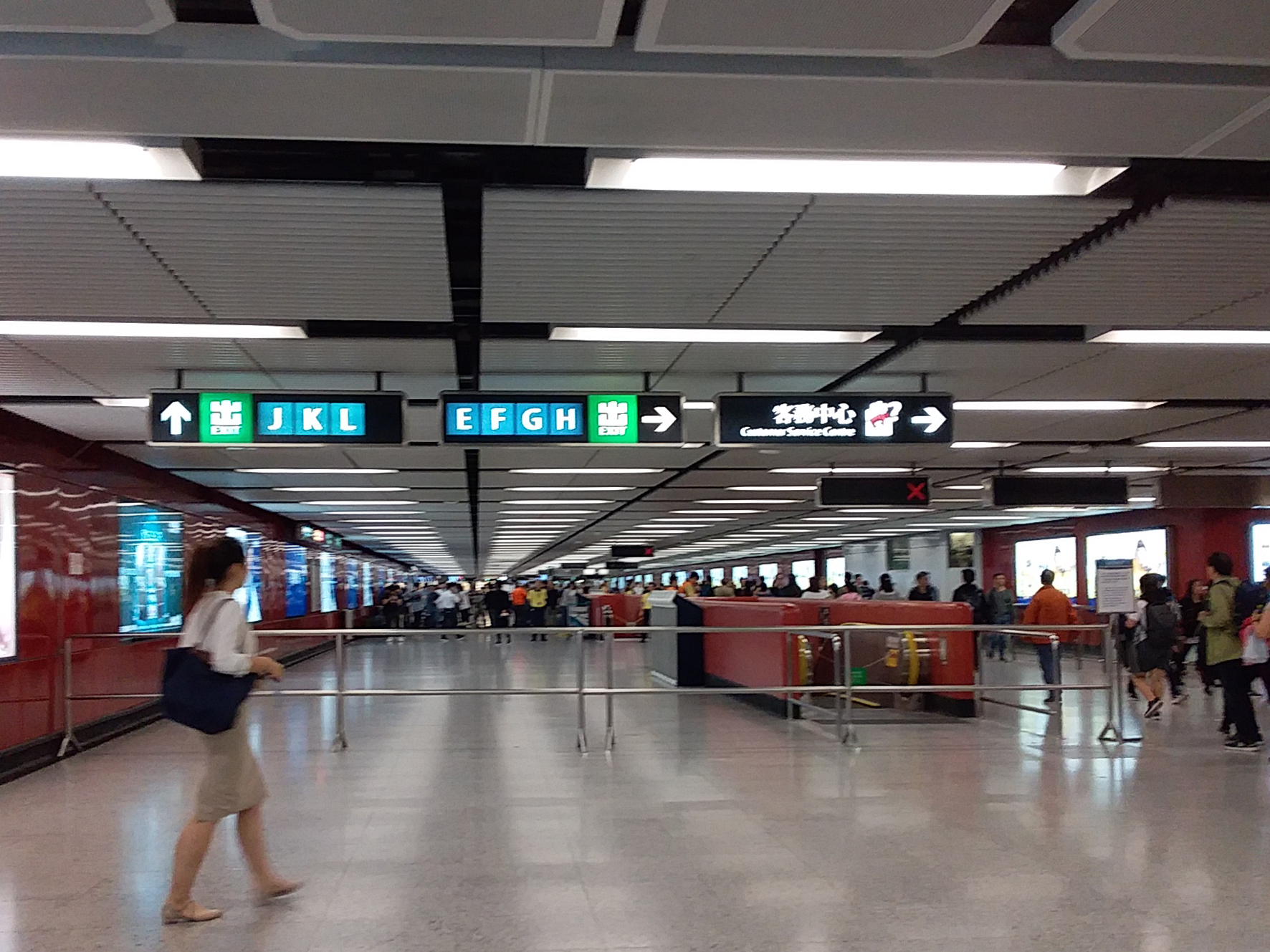
港鐵中環站職員於事發後以鐵馬暫時圍封遮打道大堂部分範圍，以免乘客前往L3層之荃灣綫月台

2019年3月18日凌晨時分，兩列荃灣綫列車於中環站附近進行新信號系統測試期間發生相撞事故：當第一列列車從中環站2號月台經渡線前往金鐘站1號月台時，第二列列車亦從金鐘站4號月台駛往中環站1號月台，當駛至中環站以東之渡線時，疑因訊號系統失靈，導致第二列列車收制不及撞向第一列列車之第三／四節車廂，兩車車門及車窗玻璃皆有飛脫，車身亦偏離路軌，涉事之兩名車長需送院治理。受事故影響，中環站荃灣綫月台暫停使用兩天，荃灣綫列車於兩天內只能維持荃灣站至金鐘站之服務。

### 反修例事件

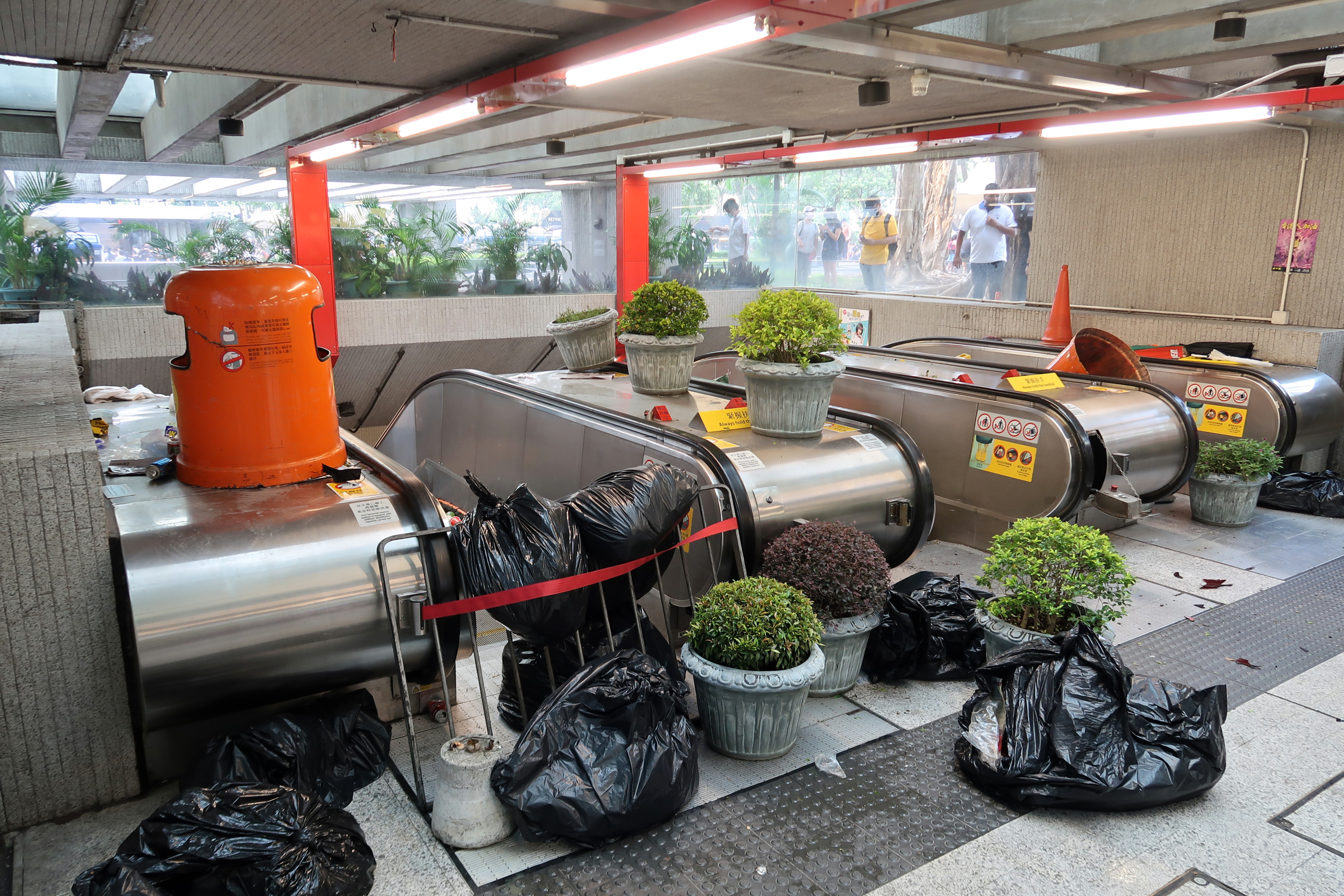
車站K出口的扶手電梯擺滿了雜物

- 2019年9月8日，有網民發起中環遊行，促請美國國會通過《香港人權與民主法案》草案。當日下午4時許，有大批防暴警員進入中環站近K出口位置大堂制服及拘捕3人，並與群眾對峙，港鐵其後指由於站內發生嚴重事故而宣佈關閉中環站，列車不停中環站[27]。隨後有示威者開始以雜物如欄杆、花盆、垃圾桶、手推車等堵塞各中環站出入口，近皇后像廣場及遮打道的多個出入口牆身被塗上抗議字句，玻璃被示威者用硬物擊碎；近歷山大廈的F出口則被大量雜物堵塞，其後更遭示威者縱火[28][29][30][31][32][33]。

- 有軍裝警員封鎖中環站
- J3出口玻璃外牆及玻璃損毀
- J1出口玻璃外牆及玻璃損毀
- 中環站遭到破壞的售票機
- 中環站遭到破壞的出入口玻璃以鐵板圍封

- 2019年10月4日，一名男子因響應支持反修例活動在中環站被發現跳閘後，卻在鄰近A出口的大堂位置連續掌摑一名港鐵職員，該名男子其後被捕[34]。

## 流行文化
中環站曾為多個歌影視作品取景地點，包括為1984年香港電影《緣份》中男主角張國榮及女主角張曼玉玩緣份遊戲的其中一個地點；另外中環站亦為2019年香港電影《掃毒2天地對決》的取景地點及模擬場景之搭建對象。

## 外部連結
- 港鐵公司－中環站街道圖（页面存档备份，存于）
- 港鐵公司－中環站位置圖（页面存档备份，存于）
- 港鐵公司－中環站列車服務時間 （页面存档备份，存于）
- 香港鐵路大典上的相关条目：中環站